# Hishi mochi
Le hishi mochi (菱餅, ひしもち) est un bonbon japonais symbolique associé au festival de Hina matsuri (fête des poupées), qui coïncide avec la date calendaire du Xiuxi (上巳). Le bonbon a la forme d'un losange et est généralement composé de trois couches de mochi rouge (rose), blanc et vert, de haut en bas,. Selon la région, le rouge peut être remplacé par du jaune, ou le bonbon peut avoir cinq ou sept couches à la place. Il est généralement présenté avec des poupées (hina).
On pense que cette forme est apparue à l'époque d'Edo et qu'elle représente la fertilité.

## Couleurs
Le rouge des mochi est dérivé des fruits de Gardenia jasminoides (山梔子), et symbolise les fleurs de prunier. Le blanc est fait à partir du trapa et représente la neige et ses effets purificateurs. Enfin, le vert est issu de Gnaphalium affine (ハハコグサ) ou armoise comme le kusamochi, et serait un reconstituant qui améliore le sang.